# La Macarena (Bogotá)

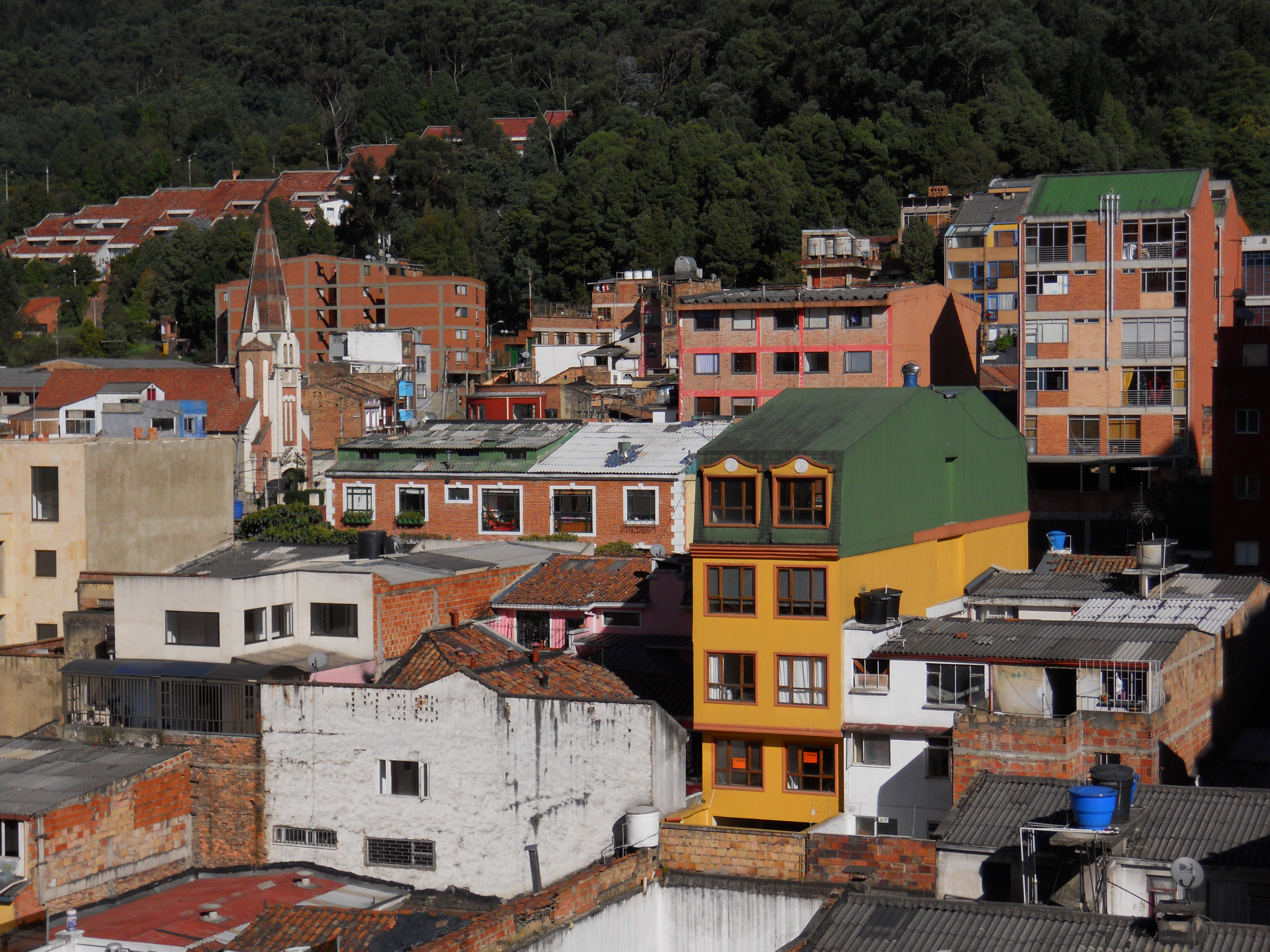
La Macarena vista desde las Torres del Parque.

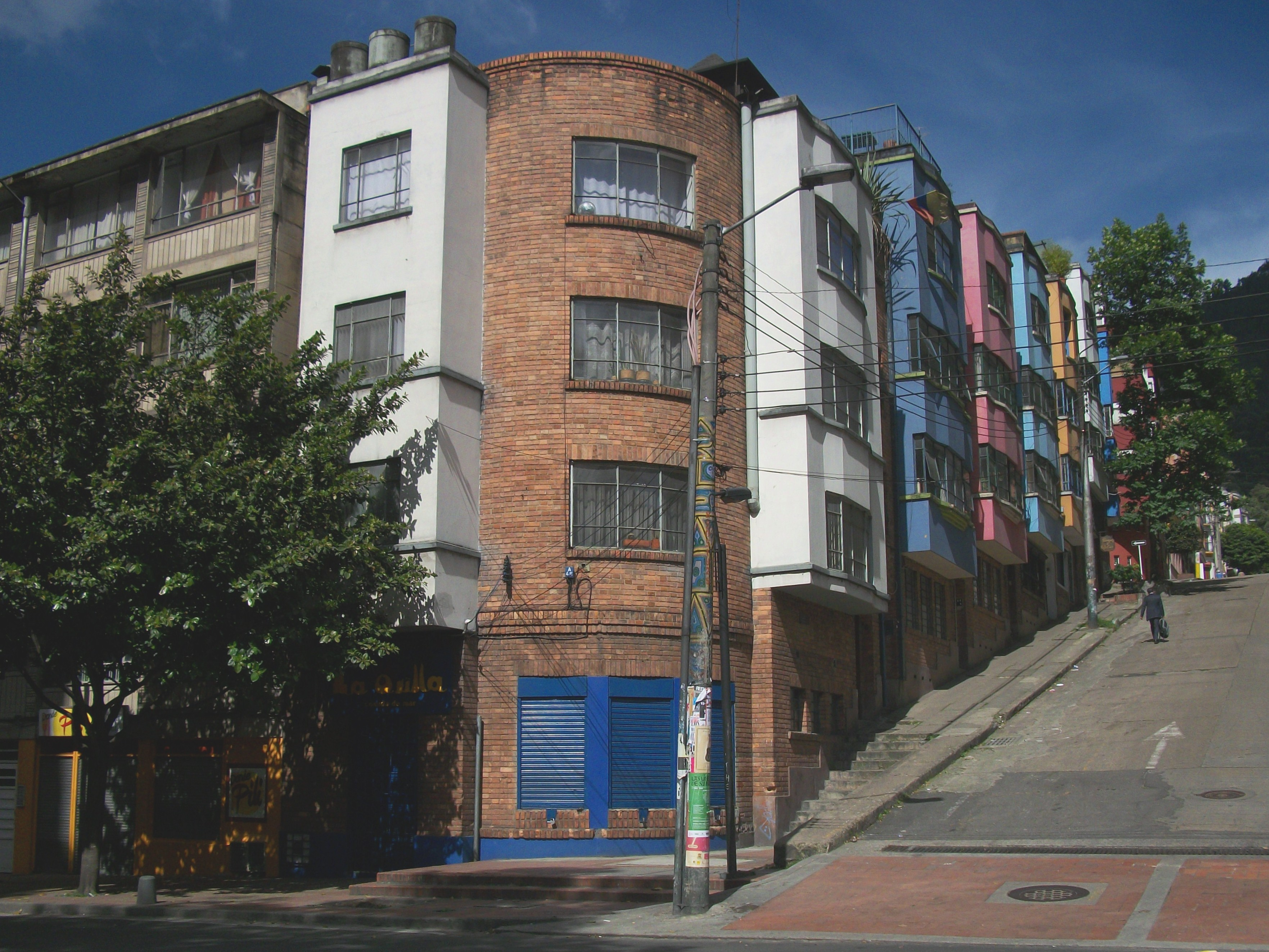
Edificios en el extremo suroccidental de La Macarena.

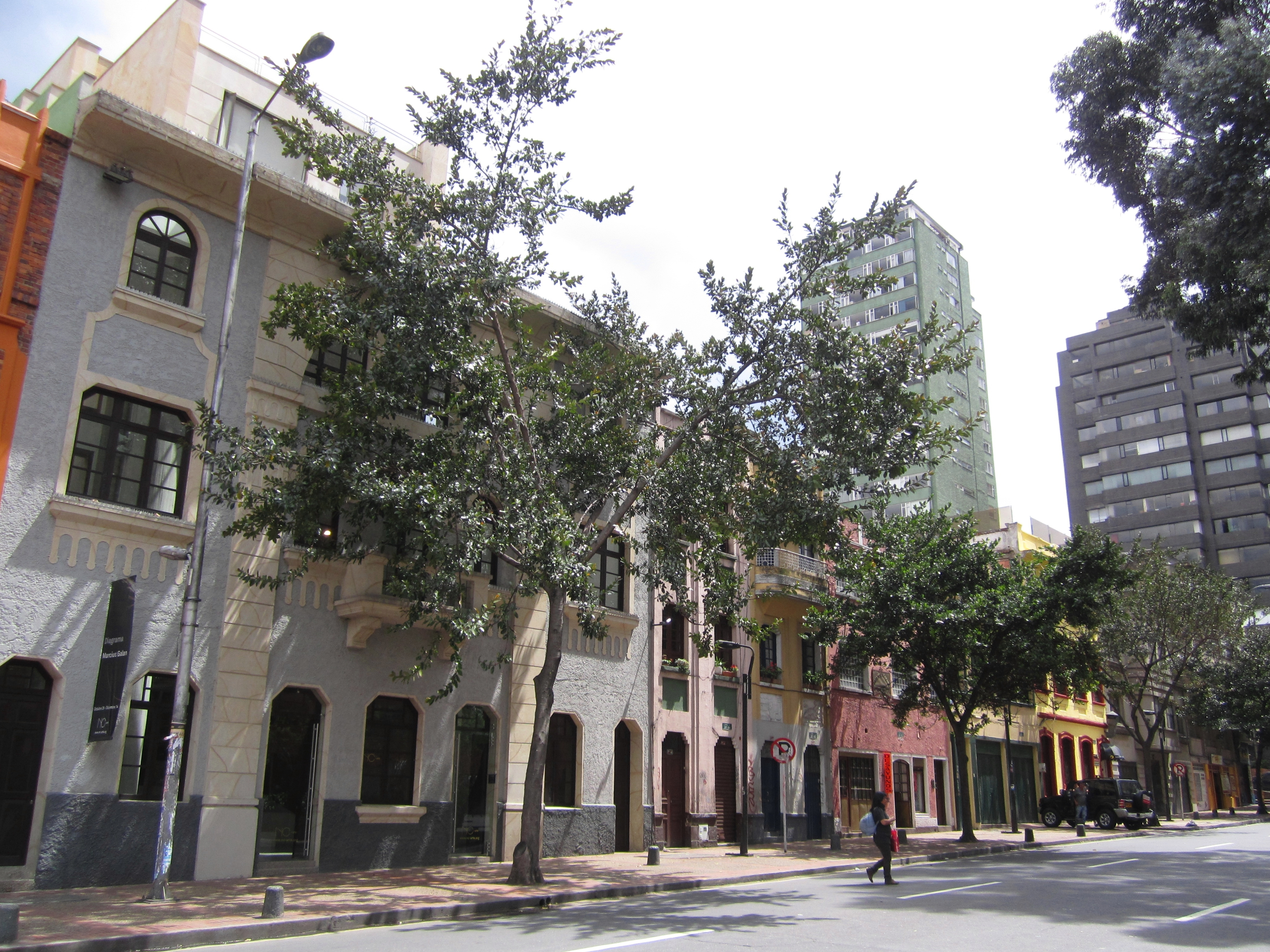
Fachadas en la carrera Quinta.

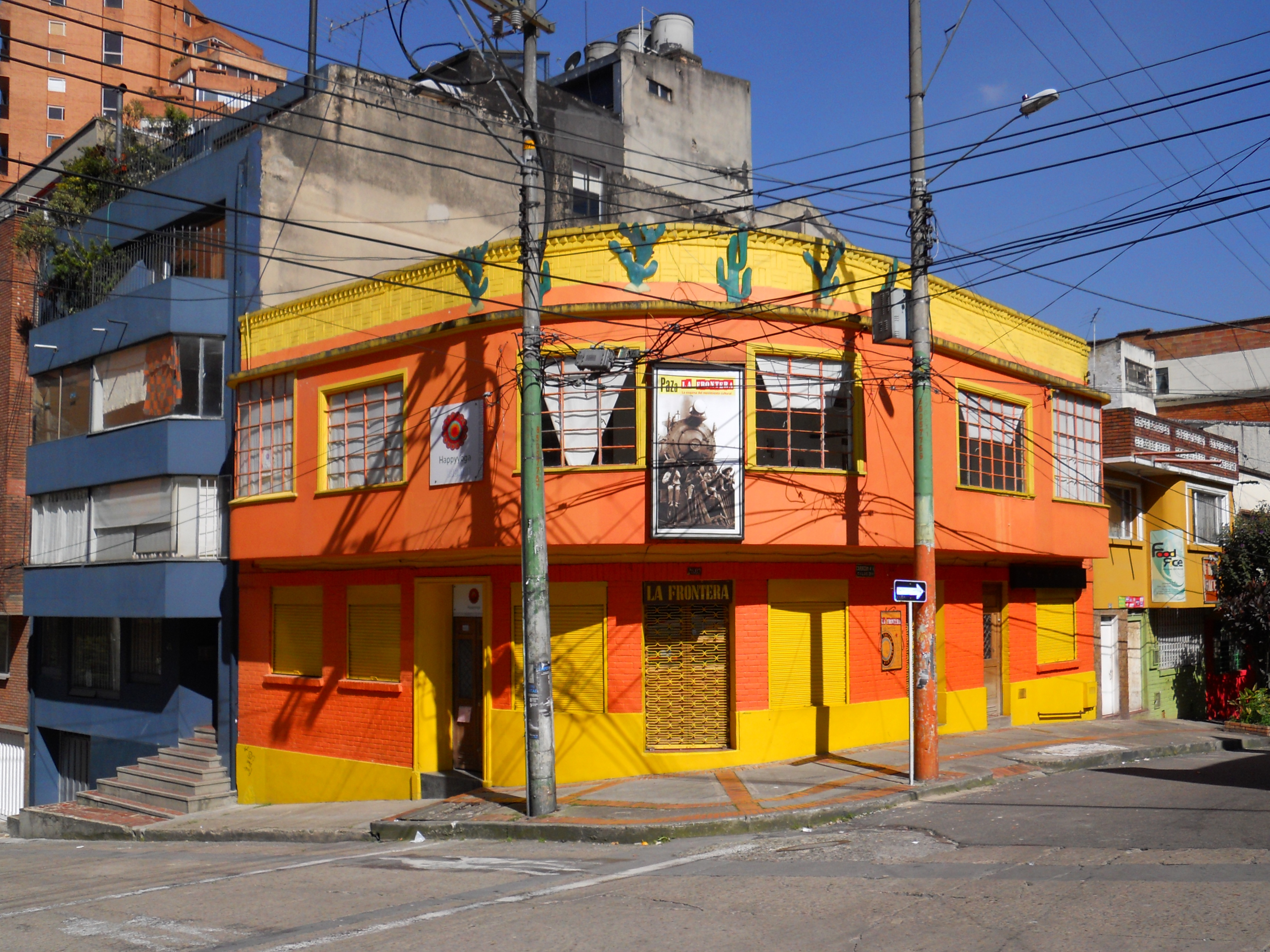
Casa en la Zona M.

La Macarena es un barrio y una UPZ situados en localidad de Santa Fe de la ciudad de Bogotá, capital de Colombia. Se encuentra en el oriente de la ciudad, entre los cerros Orientales y las Torres del Parque. Alberga en la carrera 4A la Zona M, un importante punto gastronómico de la ciudad.

## Historia
El barrio comenzó su desarrollo cuando compañía Inversiones Bogotá inició su urbanización en los años 1950 y 1960. La estación de policía de la carrera Quinta es famosa por los acontecimientos durante de El Bogotazo.

## Límites
La UPZ La Macarena limita al norte y al occidente con la UPZ del Sagrado Corazón. Por el norte llega hasta la calle 33A y el colegio San Bartolomé La Merced. Al oriente marca el final del perímetro urbano de la ciudad, en los cerros Orientales. Por el sur se extiende hasta la Avenida Jiménez de Quesada en el sector de la Quinta de Bolívar, que se encuentra en la localidad de La Candelaria. Al occidente llega hasta la avenida Ciudad de Lima o calle Diecinueve, la carrera Tercera, y la avenida Veintiséis.
Al barrio La Macarena, por su parte, lo separa por el norte la calle Treinta y uno del barrio La Perseverancia, por el sur lo separa la calle Veintiséis del barrio Bosque Izquierdo, por el occidente la carrera Quinta hace otro tanto con los de San Diego y San Martín, y por el oriente marca el perímetro urbano de la ciudad en la avenida Circunvalar.

## Características
A la UPZ la componen los barrios Bosque Izquierdo, Germania, La Macarena, La Paz Centro y La Perseverancia.
Por su parte, el barrio La Macarena es residencial. Presenta una arquitectura ecléctica compuesta por casas y edificios de cinco y seis pisos. A la altura de la carrera Cuarta entre las calles Veintiséis y Veintiocho alberga una serie de restaurantes y bares de diferentes estilos, lo que ha llevado a que el lugar se conozca como zona M. Cuenta con edificaciones de conservación arquitectónica.
Aunque las Torres del Parque se encuentran en el barrio San Martín, al occidente de la carrera Quinta, constituyen una referencia de La Macarena, definiendo su vista y su silueta urbana.

## Transporte
En su sector oriental La Macarena cuenta con la avenida Circunvalar, que une el barrio con el centro y el norte de la ciudad. En el occidental con la avenida Quinta, que lo conecta con el sector financiero de la calle Setenta y dos, lo mismo que con el centro histórico a la altura de la avenida Eje Ambiental.